# Nurse Betty
Nurse Betty (Brasil: A Enfermeira Betty / Portugal: Betty) é um filme de comédia dramática estadunidense de 2000, dirigido por Neil LaBute e estrelado por Renée Zellweger, Morgan Freeman, Chris Rock e Greg Kinnear.
Por sua performance, Zellweger ganhou o Globo de Ouro de Melhor Atriz - Musical ou Comédia.

## Sinopse
Betty Sizemore (Renée Zellweger) é uma garçonete que mora em uma pequena cidade e vive sonhando com seu verdadeiro amor: David Ravell (Greg Kinnear), o médico da novela "Uma Razão Para Amar", que ela assiste todos os dias. Só que depois de testemunhar o assassinato de seu marido numa transação de drogas que saiu errada, Betty começa a viver como se estivesse dentro de sua novela predileta, se transformando da garçonete Betty para a enfermeira Betty. Resolve então partir rumo a Hollywood para encontrar o médico dos seus sonhos, mas passa a ser perseguida pelos traficantes que mataram seu marido e, principalmente, por um impiedoso pistoleiro (Morgan Freeman).

## Elenco
- Renée Zellweger - Betty Sizemore
- Morgan Freeman - Charlie
- Chris Rock - Wesley
- Greg Kinnear - Dr. David Ravell/George McCord
- Sung Hi Lee - Jasmine
- Crispin Glover - Roy Ostery
- Pruitt Taylor Vince - Sheriff Eldon Ballard
- Tia Texada - Rosa Hernandez
- Susan Barnes - Darlene

## Recepção
Nurse Betty recebeu críticas positivas e tem uma classificação de 83% no Rotten Tomatoes com base em 131 avaliações com uma classificação média de 7.2/10. O consenso afirma: "Peculiar no melhor sentido da palavra, Nurse Betty encontra o diretor Neil LaBute encurralando um elenco talentoso a serviço de um roteiro agudo e imaginativo". Roger Ebert deu 3 de 4 estralas () ao filme e disse: "Nurse Betty é um daqueles filmes em que você não sabe se ri ou se envergonha, e se vê fazendo as duas coisas".

## Bilheteria
O filme estreou em segundo lugar na bilheteria norte-americana faturando US$ 7,1 milhões em seu primeiro fim de semana, atrás de O Observador.